# Иванко Дмитрович
Иванко Дмитрович (Иоанка) (ум. 1238 г.) — новгородский посадник в 1220—1229 гг.

## Посадничество
Переход посадничьей власти в Новгороде от немощного Твердислава к Иванку Дмитровичу прошёл полюбовно, хотя и продолжалась внутрибоярская борьба, начавшаяся в 1219 г. Новгородцы отказались от князя Всеволода Мстиславича и отправили в 1221 г. во Владимир посольство во главе с архиепископом Митрофаном и посадником Иванком Дмитровичем, чтобы просить у князя Юрия Всеволодовича сына на Новгородское княжение. Всеволод Юрьевич недолго побыл в Новгороде и уехал. После повторного прошения, новгородцы получили себе в князья брата Юрия Всеволодовича — Ярослава Всеволодовича. Однако быстрая смена князей продолжалась и дальше.
После повторного приезда князя Всеволода Юрьевича в Новгород и потом побега оттуда (1223—1224), князь Юрий Всеволодович обязал новгородцев выдать некоторых ему бояр за то, чтобы его сын оставался Новгородским князем. Посадник Иванко был одним из тех, кто выступил против того, чтобы бояр выдали. Новгородцы отделались выкупом и принятием на Новгородский стол 
Михаила Всеволодовича.
В следующий раз Иванко Дмитрович упоминается в летописи в связи с тем, что он был из тех, кого игумен монастыря св. Георгия Савватий перед смертью (умер 16 апреля 1226 г.) призвал для избрания нового игумена. 8 марта этого же года в игумены был избран Савва. В 1228 г. посадник Иванко ходил вместе с князем Ярославом на Псков. В 1229 г. Новгородским посадником становится Внезд Водовик, а Иванко Дмитрович получает посадничество в Торжке. Жители Торжка отказываются от него и он уходит к Ярославу Всеволодовичу. Под 1238 г. летописью отмечается, что был убит татарами Новоторжский посадник Иванко, которого возможно отождествить с Иванко Дмитровичем.

## Семья
1. Якун
  1. Дмитр Якунич
    1. Иванко Дмитрович